# Práxedes Mateo Sagasta
Práxedes Mariano Mateo-Sagasta y Escolar (Torrecilla en Cameros, 21 de julho de 1825 — Madrid, 5 de janeiro de 1903) foi um engenheiro e político espanhol, membro do Partido Liberal, de matiz progressista. Ocupou o lugar de presidente do governo de Espanha no período compreendido entre 1870 e 1902.

## Biografia

### Origem
Um dos três filhos de Clemente Sagasta y Díaz com Esperanza Escolar. Licenciado em Engenharia Civil pela Universidade Politécnica de Madrid em 1849, foi destinado à chefia de Obras Públicas de Zamora, onde lhe foi encomendada a construção da rodovia de Zamora a Ourense pelas portelas de Padornelo e da Canda. Em 1852 fez o estudo da ferrovia do Norte, entre Valladolid e Burgos.
Com 32 anos, em 1857 foi nomeado Professor-engenheiro da Escola Universitária de Engenharia Técnica de Obras Públicas de Madrid. Foi nomeado Subdiretor em 1858, compaginando a docência com a atividade parlamentaria. Contudo, em 1866, por causa da sublevação do quartel de San Gil, foi demitido do seu cargo de Professor e separado do Corpo de engenheiros de Caminhos. À sua volta do exílio em 1868, após a Revolução passou a dedicar-se plenamente à atividade política.

### Começo da atividade política
Durante os seus estudos de engenharia em 1848, foi o único aluno da Escola que recusou assinar um manifesto em apoio da rainha Isabel II da Espanha
Iniciou a sua vida política em Zamora, em 1854, onde fora nomeado Chefe de Obras Públicas. Ali recebe o cargo de presidente da Junta Revolucionária da cidade, sendo eleito esse mesmo ano deputado das Cortes constituintes. Em 1858 foi re-eleito deputado, permanecendo até 1863.
A partir de 1865 colaborou em atividades revolucionárias com o general Prim em 1866, participou na sublevação do quartel de San Gil, motim organizado com o objetivo de destronar a rainha Isabel II. Pela sua participação na citada revolta foi detido, julgado e condenado à morte, mas logrou fugir e exilar-se na França.

### Período do Sexênio Democrático
Regressou a Espanha após a Revolução de 1868, que implicou o destronamento da rainha Isabel II e o começo do período denominado Sexênio Democrático. No governo provisório presidido pelo general Serrano, foi nomeado ministro de Governação.
Foi membro do Partido Constitucional, formado após a morte de Prim. Em 1871, durante o reinado de Amadeu I, foi nomeado presidente do Conselho de Ministros.
Presidiu o Conselho de Ministros pela segunda vez de setembro de 1874 até o final desse ano, nos meses prévios à Restauração Bourbônica, durante o governo do general Serrano. Em tudo este período, imerso em numerosas crises sociais e políticas, foi o chefe do Partido Constitucional, a cisão do progressismo amparada por ele.

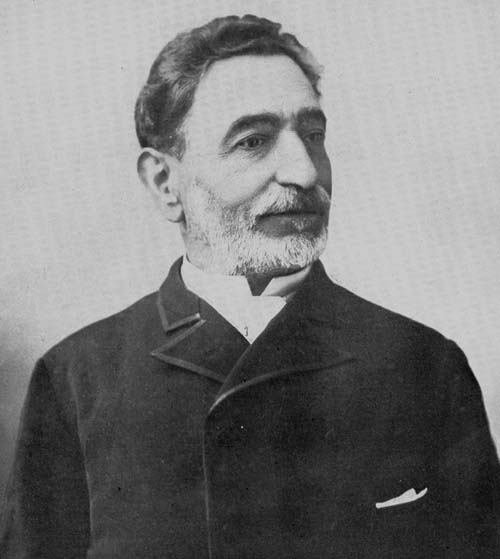
Sagasta como Presidente em 1898

### Restauração bourbônica de 1874

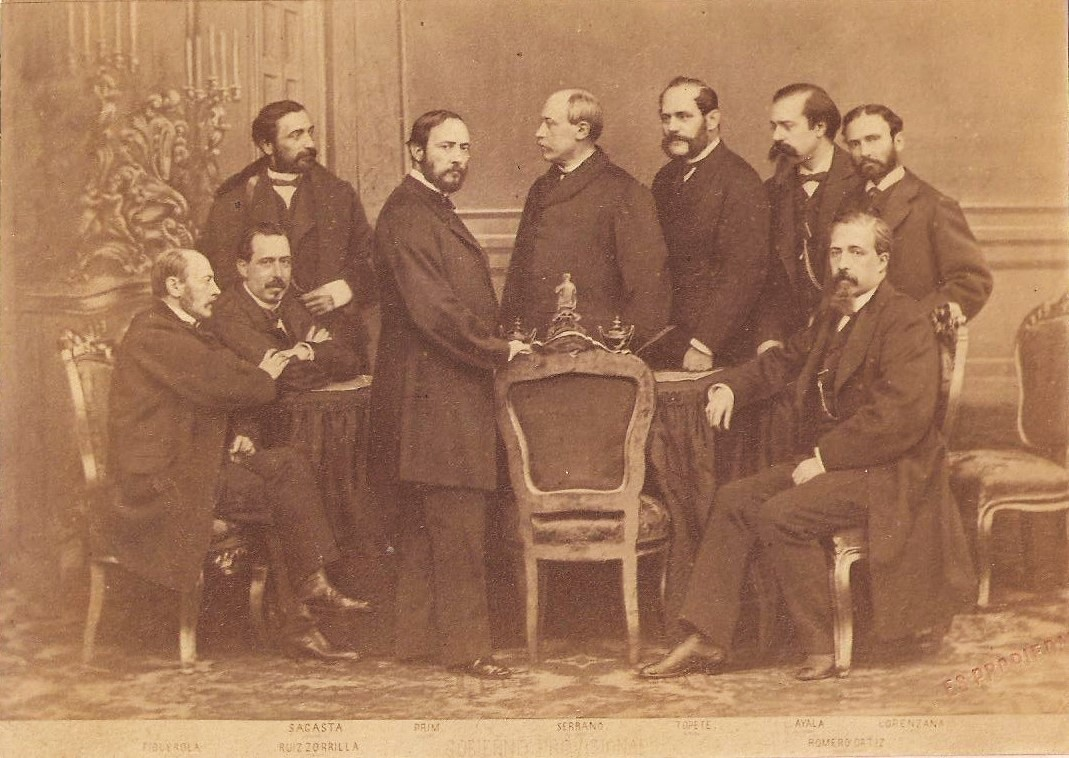
Sagasta de pé no canto esquerdo, com o Governo provisório de 1869

Após a restauração dos Bourbons na coroa da Espanha, na pessoa de Afonso XII, Sagasta fundou em 1880 o Partido Liberal, partido que junto ao Partido Conservador de Antonio Cánovas del Castillo constituiria o sistema bipartidista com alternância no governo que caracterizaria a Restauração espanhola durante o trecho final do século XIX e a primeira parte do século XX. Durante este período, Sagasta presidiu o governo em cinco ocasiões.
A 24 de novembro de 1885, nas vésperas da morte do rei Afonso XII, Sagasta, como líder do partido liberal, assinou com Cánovas del Castillo, chefe do partido Conservador, o denominado Pacto do Pardo, visando apoiar a regência de Maria Cristina (grávida do futuro rei Afonso XIII) e garantir assim a continuidade da monarquia frente da situação criada pela prematura morte do monarca. Neste pacto foi sancionado a ordem de governo entre ambas as formações, e Cánovas comprometeu-se a ceder o poder aos liberais de Sagasta em troca de estes acatarem a Constituição de 1876. A 27 de novembro, Sagasta formou um novo Governo, tal e qual fora acordado três dias antes. O vez instaurado no Pacto do Pardo prolongou-se até 1909. O pacto já existia implicitamente desde 1881, data na qual Sagasta assumiu o poder pela primeira vez no período da Restauração.
Sagasta presidiu o governo durante o conflito hispano-norte-americano de 1898, denominado na Espanha Guerra de Cuba, que implicou a perda das colônias espanholas de Cuba, Porto Rico, Filipinas e Guam. Derrota pela qual teve de demitir, embora lhe fosse novamente confiado o governo da monarquia em 1901–1902.

### Vida intelectual e pessoal
Foi cavaleiro da Ordem do Tosão de Ouro e recebeu as Grandes Cruzes da Ordem de Nossa Senhora da Conceição de Vila Viçosa e da  Ordem da Torre e Espada. Sagasta foi um destacado maçom, chegando a atingir o grau de Grande Mestre do Gran Oriente de España.
Casou-se em 1885 com Ángela Vidal Herrero com a qual teve dois filhos José Sagasta Vidal e Victoria Esperanza Mateo Sagasta e Vidal, 1ª condessa de Sagasta.